# Acrocercops punctulata
Acrocercops punctulata is een vlinder van de familie van de mineermotten (Gracillariidae). De wetenschappelijke naam van deze soort is voor het eerst voorgesteld als Gracillaria punctulata door Thomas de Grey Walsingham in een publicatie uit 1891.
De soort komt voor in Malawi en Zuid-Afrika.